# 캔자스시티 뮤니시펄 오디토리움
캔자스시티 뮤니시펄 오디토리움(영어: Kansas City Municipal Auditorium)은 미국 미주리주 캔자스시티에 위치한 실내 경기장이다. 과거 NBA 캔자스시티-오마하 킹스의 홈경기장으로 사용했다.